# Valeria Pirone
Valeria Pirone (Torre del Greco, 3 dicembre 1988) è una calciatrice italiana, attaccante della Ternana.

## Carriera

### Club
Dopo essersi avvicinata al calcio nella cittadina dove cresce con la famiglia, Ercolano, seguendo la passione del fratello, e iniziando nel ruolo di portiere, dopo aver giocato nelle formazioni giovanili miste passa alla sua prima squadra interamente femminile, il Napoli, continuando nelle giovanili. A 17 anni va in prestito all'Agliana con la quale fa il suo esordio in Serie A il 7 ottobre 2006 contro il Vigor Senigallia dove tuttavia resta solo quattro mesi, per rientrare definitivamente nella squadra azzurra, con la quale conquista la Serie B nel 2005, la Serie A2 nel 2008 e la Serie A nel 2012, anno in cui raggiunge anche la finale di Coppa Italia, persa ai supplementari.
Segna la sua prima rete in Serie A il 22 settembre 2012 contro il Grifo Perugia, nella gara in cui la squadra partenopea debutta nella massima categoria, mentre il 1º dicembre 2012 segna la sua prima doppietta in massima serie contro il Graphistudio Tavagnacco.
Il 23 febbraio 2013 diventa la prima giocatrice a raggiungere le 200 presenze complessive con la maglia del Napoli.
A termine campionato, dopo aver valutato una serie di proposte, nell'agosto 2014 decide di lasciare le partenopee per accordarsi con la Res Roma. Con le giallorosse gioca una sola stagione, risultando con 10 reti segnate su 23 presenze la miglior marcatrice della società per la stagione 2014-2015 e garantendo alla squadra, grazie al suo apporto, posizioni di vertice in classifica all'inizio del campionato.
Durante il calciomercato estivo 2015 sottoscrive un contratto con l'AGSM Verona, società con la quale può accedere per la prima volta in un torneo internazionale per club, la UEFA Women's Champions League. Al debutto nella stagione 2015-2016 del torneo UEFA va subito a segno con una doppietta nella gara d'andata dei sedicesimi di finale contro il St. Pölten-Spratzern (gara vinta 4-5 dalle veronesi), ripetendosi poi nella gara d'andata degli ottavi contro le svedesi del Rosengård, siglando la rete del momentaneo pareggio. In campionato chiude con 11 reti in 18 presenze, che valgono il secondo posto e la qualificazione ai preliminari di Champions League 2016-2017. In CI con 5 gol in 3 partite, trascina le sue compagne fino alla finale contro il Brescia, persa per 2-1.
Il 26 luglio 2016 annuncia sulla sua pagina Facebook il passaggio al Mozzanica. Conclude la sua prima stagione con la squadra lombarda scendendo in campo in tutti i 22 incontri di campionato, risultando la migliore realizzatrice in biancazzurro (19 reti) che le valgono il terzo posto nella classifica marcatrici della Serie A 2016-2017, rinnovando l'accordo anche per quella successiva, dove grazie a una nuova sinergia il Mozzanica scende in campo con la tenuta di gioco nerazzurra dell'Atalanta. Anche in questa non salta un incontro, giocando tutte le 22 partite di campionato in programma e siglando 9 reti, una in meno della migliore marcatrice nerazzurra Lisa Alborghetti. Al termine della stagione decide di lasciare la società, con un tabellino personale di 44 presenze e 28 reti segnate in campionato.
Durante il calciomercato estivo 2018 sottoscrive un accordo con il ChievoVerona Valpo per la stagione entrante. Condivide con le compagne una stagione complicata, con la squadra incapace di sollevarsi da posizioni di bassa classifica, battagliando a lungo con il Verona per l'ultimo posto utile per la salvezza, ottenuta poi chiudendo il campionato al 9º posto. Pirone, scesa in campo in tutti i 22 incontri e a rete in 7 occasioni, si conferma comunque una importante pedina dell'attacco, seconda solo a Stefania Tarenzi (13).
L'estate successiva rimane in Veneto, trasferendosi al Verona per la stagione entrante. Condivide con le compagne una stagione nuovamente difficile, con la squadra incapace di sollevarsi da posizioni di bassa classifica, segnando 2 reti in 16 partite di campionato, chiuso, con anticipo a causa della pandemia di COVID-19, al 9º posto, a due soli punti dalla zona retrocessione.
Durante la sessione estiva di calciomercato 2020 Pirone si trasferisce al Sassuolo, per affrontare con la casacca neroverde la stagione 2020-2021 e il nono campionato di Serie A consecutivo, in quella che si rivelerà la stagione della sua rinascita sportiva. Dopo il grave infortunio occorso a Alice Parisi a inizio stagione, il tecnico Gianpiero Piovani la promuove a capitano della squadra, conducendola in quella che sarà la migliore prestazione del Sassuolo, il 3º posto in campionato a un solo punto dal Milan e dalla qualificazione in Champions League. Scesa in campo in tutti i 22 incontri di Serie A, sigla 10 reti, tornando alla doppia cifra dopo quattro campionati, superata dalla giovanissima compagna di reparto, la maltese Haley Bugeja, solo all'ultimo incontro.
Dopo un solo anno nelle file del Sassuolo, a metà luglio del 2021 si trasferisce ufficialmente alla Roma, squadra contro cui aveva siglato il suo primo gol stagionale nel 2020 e con la quale firma un contratto annuale.

### Nazionale
Esordisce con la maglia della nazionale Under-19 il 26 settembre 2006, a 17 anni, contro la Bulgaria nelle qualificazioni  all'Europeo di Islanda 2007, dove sigla uno dei gol con cui le Azzurrine si impongono sulle avversarie per 6-0. Due giorni dopo, nella vittoria per 5-0 sulla Slovacchia segna la sua prima tripletta con la maglia della nazionale. Condivide con le compagne il percorso che vede l'Italia, sconfitta in quella fase 1-0 con l'Irlanda, chiudere al secondo posto il gruppo 10, accedendo così al secondo turno di qualificazione. Inserita nel gruppo 6, l'Italia lascia aperta la sfida con la Spagna, recuperando la rete di svantaggio nel primo incontro della fase, vincendo i due successivi, 3-2 sulla Svizzera con Pirone che apre le marcature all'11', e il 6-0 sulla Serbia, terminando a pari punti (7) il girone con le iberiche che però conquistano l'accesso alla fase finale per una migliore differenza reti.
Nell'ottobre 2010 il commissario tecnico della nazionale maggiore Pietro Ghedin decide di inserirla nella rosa delle 22 calciatrici che devono affrontare la Svizzera nell'ultimo incontro delle qualificazioni della zona UEFA ai Mondiali di Germania 2011, non venendo tuttavia impiegata né in quell'occasione né nel decisivo e sfavorevole spareggio UEFA-CONCACAF del 20 e 27 novembre 2010, dove l'Italia deve cedere agli Stati Uniti l'ultimo posto a disposizione.
Con l'avvicendamento sulla panchina delle Azzurre e l'arrivo di Antonio Cabrini, non viene meno la fiducia in Pirone, che viene inserita nella rosa delle convocate con la squadra impegnata nelle qualificazioni all'Europeo di Germania 2013. Esattamente cinque anni dopo il suo esordio con l'Under-19 avviene il suo esordio, unica giocatrice di Serie A2 nella selezione Azzurra, il 26 ottobre del 2011 allo stadio Omobono Tenni di Treviso, nel terzo impegno dell'Italia nel gruppo 1 della fase a gironi, dove l'Italia supera la Russia con il risultato di 2-0. Cabrini la convoca anche nel Torneio Internacional Cidade de São Paulo 2011 giocato nel dicembre di quell'anno, dove la impiega in tutti i tre incontri della sua nazionale, che chiude al terzo posto battendo nella finalina le avversarie del Cile. Il tecnico la convocherà nuovamente l'anno successivo, senza tuttavia impiegarla in alcuna partita.
Dopo oltre dieci anni la ct Milena Bertolini la riconvoca in nazionale, inserendola nella rosa delle 34 calciatrici a disposizione per le amichevoli con Paesi Bassi e Austria del 10 e 14 giugno.

## Statistiche

### Presenze e reti nei club
Statistiche aggiornate al 18 maggio 2025.
| Stagione         | Squadra             | Campionato       | Campionato | Campionato | Coppe nazionali | Coppe nazionali | Coppe nazionali | Coppe continentali | Coppe continentali | Coppe continentali | Altre coppe | Altre coppe | Altre coppe | Totale | Totale |
| Stagione         | Squadra             | Comp             | Pres       | Reti       | Comp            | Pres            | Reti            | Comp               | Pres               | Reti               | Comp        | Pres        | Reti        | Pres   | Reti   |
| ---------------- | ------------------- | ---------------- | ---------- | ---------- | --------------- | --------------- | --------------- | ------------------ | ------------------ | ------------------ | ----------- | ----------- | ----------- | ------ | ------ |
| 2003-2004        | Calciosmania Napoli | C                | ?          | ?          | CR              | ?               | ?               | -                  | -                  | -                  | -           | -           | -           | ?      | ?      |
| 2004-2005        | Calciosmania Napoli | C                | ?          | ?          | CR              | ?               | ?               | -                  | -                  | -                  | -           | -           | -           | ?      | ?      |
| 2005-2006        | Calciosmania Napoli | B                | 22         | 14         | CI B            | 3               | 0               | -                  | -                  | -                  | -           | -           | -           | 25     | 14     |
| set.-nov. 2006   | Agliana             | A                | 4          | 0          | CI              | 4               | 0               | -                  | -                  | -                  | -           | -           | -           | 8      | 0      |
| dic. 2006-2007   | Napoli              | B                | 15         | 11         | CI B            | 4               | 3               | -                  | -                  | -                  | -           | -           | -           | 19     | 14     |
| 2007-2008        | Napoli              | B                | 18         | 21         | CI              | 8               | 6               | -                  | -                  | -                  | -           | -           | -           | 26     | 27     |
| 2008-2009        | Napoli              | A2               | 19         | 8          | CI              | 3               | 1               | -                  | -                  | -                  | -           | -           | -           | 22     | 9      |
| 2009-2010        | Napoli              | A2               | 18         | 13         | CI              | 2               | 1               | -                  | -                  | -                  | -           | -           | -           | 20     | 14     |
| 2010-2011        | Napoli              | A2               | 21         | 17         | CI              | 4               | 4               | -                  | -                  | -                  | -           | -           | -           | 25     | 21     |
| 2011-2012        | Napoli              | A2               | 16         | 18         | CI              | 6               | 3               | -                  | -                  | -                  | -           | -           | -           | 22     | 21     |
| 2012-2013        | Napoli              | A                | 27         | 12         | CI              | 2               | 2               | -                  | -                  | -                  | -           | -           | -           | 29     | 14     |
| 2013-2014        | Napoli              | A                | 29         | 10         | CI              | 4               | 6               | -                  | -                  | -                  | -           | -           | -           | 33     | 16     |
| Totale Napoli    | Totale Napoli       | Totale Napoli    | 185        | 124        | -               | 36              | 26              | -                  | -                  | -                  | -           | -           | -           | 221    | 150    |
| 2014-2015        | Res Roma            | A                | 23         | 10         | CI              | 1               | 2               | -                  | -                  | -                  | -           | -           | -           | 24     | 12     |
| 2015-2016        | AGSM Verona         | A                | 19         | 11         | CI              | 4               | 4               | UCL                | 3                  | 3                  | SI          | 1           | 1           | 26     | 19     |
| 2016-2017        | Mozzanica           | A                | 22         | 19         | CI              | 5               | 2               | -                  | -                  | -                  | -           | -           | -           | 27     | 21     |
| 2017-2018        | Mozzanica           | A                | 22         | 9          | CI              | 3               | 3               | -                  | -                  | -                  | -           | -           | -           | 26     | 12     |
| Totale Mozzanica | Totale Mozzanica    | Totale Mozzanica | 44         | 28         | -               | 8               | 5               | -                  | -                  | -                  | -           | -           | -           | 52     | 33     |
| 2018-2019        | ChievoVerona Valpo  | A                | 22         | 6          | CI              | 0               | 0               | -                  | -                  | -                  | -           | -           | -           | 22     | 6      |
| 2019-2020        | Verona              | A                | 16         | 2          | CI              | 1               | 0               | -                  | -                  | -                  | -           | -           | -           | 17     | 2      |
| 2020-2021        | Sassuolo            | A                | 22         | 10         | CI              | 3               | 0               | -                  | -                  | -                  | -           | -           | -           | 25     | 10     |
| 2021-2022        | Roma                | A                | 17         | 8          | CI              | 5               | 3               | -                  | -                  | -                  | SI          | 1           | 0           | 23     | 11     |
| 2022-2023        | Parma               | A                | 10         | 0          | CI              | 1               | 1               | -                  | -                  | -                  | -           | -           | -           | 11     | 1      |
| 2023-2024        | Ternana             | B                | 29+2       | 22         | CI              | 2               | 1               | -                  | -                  | -                  | -           | -           | -           | 33     | 23     |
| 2024-2025        | Ternana             | B                | 30         | 17         | CI              | 1               | 0               | -                  | -                  | -                  | -           | -           | -           | 31     | 17     |
| Totale Ternana   | Totale Ternana      | Totale Ternana   | 59+2       | 39         | -               | 2               | 1               | -                  | -                  | -                  | -           | -           | -           | 63     | 40     |
| Totale carriera  | Totale carriera     | Totale carriera  | 423        | 238        | -               | 65              | 42              | -                  | 3                  | 3                  | -           | 2           | 1           | 493    | 284    |

### Cronologia delle presenze e delle reti in Nazionale
| Cronologia completa delle presenze e delle reti in nazionale ― Italia | Cronologia completa delle presenze e delle reti in nazionale ― Italia | Cronologia completa delle presenze e delle reti in nazionale ― Italia | Cronologia completa delle presenze e delle reti in nazionale ― Italia | Cronologia completa delle presenze e delle reti in nazionale ― Italia | Cronologia completa delle presenze e delle reti in nazionale ― Italia | Cronologia completa delle presenze e delle reti in nazionale ― Italia | Cronologia completa delle presenze e delle reti in nazionale ― Italia |
| Data                                                                  | Città                                                                 | In casa                                                               | Risultato                                                             | Ospiti                                                                | Competizione                                                          | Reti                                                                  | Note                                                                  |
| --------------------------------------------------------------------- | --------------------------------------------------------------------- | --------------------------------------------------------------------- | --------------------------------------------------------------------- | --------------------------------------------------------------------- | --------------------------------------------------------------------- | --------------------------------------------------------------------- | --------------------------------------------------------------------- |
| 26-10-2011                                                            | Treviso                                                               | Italia                                                                | 2 – 0                                                                 | Russia                                                                | Qual. Euro 2013                                                       | -                                                                     |                                                                       |
| 23-11-2011                                                            | Trani                                                                 | Italia                                                                | 2 – 0                                                                 | Grecia                                                                | Qual. Euro 2013                                                       | -                                                                     |                                                                       |
| 8-12-2011                                                             | San Paolo                                                             | Brasile                                                               | 5 – 1                                                                 | Italia                                                                | Torneio Internacional 2011 - 1º turno                                 | -                                                                     |                                                                       |
| 15-12-2011                                                            | San Paolo                                                             | Cile                                                                  | 0 – 6                                                                 | Italia                                                                | Torneio Internacional 2011 - 1º turno                                 | -                                                                     |                                                                       |
| 18-12-2011                                                            | San Paolo                                                             | Italia                                                                | 3 – 2                                                                 | Cile                                                                  | Torneio Internacional 2011 - 3º posto                                 | -                                                                     |                                                                       |
| 14-6-2021                                                             | Wiener Neustadt                                                       | Austria                                                               | 2 – 3                                                                 | Italia                                                                | Amichevole                                                            | -                                                                     | 61’                                                                   |
| 22-10-2021                                                            | Castel di Sangro                                                      | Italia                                                                | 3 – 0                                                                 | Croazia                                                               | Qual. Mondiali 2023                                                   | 1                                                                     | 56’                                                                   |
| 26-10-2021                                                            | Vilnius                                                               | Lituania                                                              | 0 – 5                                                                 | Italia                                                                | Qual. Mondiali 2023                                                   | 1                                                                     | 54’                                                                   |
| 26-11-2021                                                            | Palermo                                                               | Italia                                                                | 1 – 2                                                                 | Svizzera                                                              | Qual. Mondiali 2023                                                   | -                                                                     | 87’                                                                   |
| 30-11-2021                                                            | Mogoșoaia                                                             | Romania                                                               | 0 – 5                                                                 | Italia                                                                | Qual. Mondiali 2023                                                   | 1                                                                     | 66’                                                                   |
| Totale                                                                |                                                                       | Presenze                                                              | 13                                                                    |                                                                       | Reti                                                                  | 3                                                                     |                                                                       |

| Cronologia completa delle presenze e delle reti in nazionale ― Italia under 19 | Cronologia completa delle presenze e delle reti in nazionale ― Italia under 19 | Cronologia completa delle presenze e delle reti in nazionale ― Italia under 19 | Cronologia completa delle presenze e delle reti in nazionale ― Italia under 19 | Cronologia completa delle presenze e delle reti in nazionale ― Italia under 19 | Cronologia completa delle presenze e delle reti in nazionale ― Italia under 19 | Cronologia completa delle presenze e delle reti in nazionale ― Italia under 19 | Cronologia completa delle presenze e delle reti in nazionale ― Italia under 19 |
| Data                                                                           | Città                                                                          | In casa                                                                        | Risultato                                                                      | Ospiti                                                                         | Competizione                                                                   | Reti                                                                           | Note                                                                           |
| ------------------------------------------------------------------------------ | ------------------------------------------------------------------------------ | ------------------------------------------------------------------------------ | ------------------------------------------------------------------------------ | ------------------------------------------------------------------------------ | ------------------------------------------------------------------------------ | ------------------------------------------------------------------------------ | ------------------------------------------------------------------------------ |
| 26-09-2006                                                                     | Vranov nad Topľou                                                              | Italia under 19                                                                | 6 – 0                                                                          | Bulgaria under 19                                                              | Qual. Europeo under 19 2007                                                    | 1                                                                              |                                                                                |
| 28-09-2006                                                                     | Humenné                                                                        | Slovacchia under 19                                                            | 0 – 5                                                                          | Italia under 19                                                                | Qual. Europeo under 19 2007                                                    | 3                                                                              |                                                                                |
| 01-10-2006                                                                     | Humenné                                                                        | Italia under 19                                                                | 0 – 1                                                                          | Irlanda del Nord under 19                                                      | Qual. Europeo under 19 2007                                                    | -                                                                              |                                                                                |
| 12-04-2007                                                                     | Trento                                                                         | Italia under 19                                                                | 3 – 2                                                                          | Svizzera under 19                                                              | Qual. Europeo under 19 2007                                                    | 1                                                                              |                                                                                |
| 15-04-2007                                                                     | Borgo Valsugana                                                                | Serbia under 19                                                                | 0 – 6                                                                          | Italia under 19                                                                | Qual. Europeo under 19 2007                                                    | -                                                                              |                                                                                |
| 16-05-2007                                                                     | ?                                                                              | Italia under 19                                                                | 2 – 1                                                                          | Germania under 19                                                              | Amichevole                                                                     | 1                                                                              |                                                                                |
| 09-04-2008                                                                     | Nyon                                                                           | Svizzera under 19                                                              | 0 – 0                                                                          | Italia under 19                                                                | Amichevole                                                                     | -                                                                              |                                                                                |
| Totale                                                                         |                                                                                | Presenze                                                                       | 7                                                                              |                                                                                | Reti                                                                           | 6                                                                              |                                                                                |

## Palmarès

### Club
- Campionato italiano di Serie A2: 1

Napoli: 2011-2012
- Campionato italiano di Serie B: 2

Napoli: 2007-2008
Ternana: 2024-2025

### Individuali
- Capocannoniera della Serie B: 2

2007-2008 (21 gol), 2023-2024 (22 gol)